# Крутогорово (Камчатский край)
Не путать с посёлком Крутогоровский, расположенным поблизости.
Крутогорово — упразднённое село в Соболевском районе Камчатского края России.
Расположено на западном побережье полуострова Камчатка, в низовье на левом берегу реки Крутогорова, по которой и получило своё название.
В 1927 году в селе проживало 153 человека.
Во время советской власти начала бурно развиваться рыбная промышленность, к 1934 году на западном побережье Камчатки работало 16 рыбоконсервных заводов, в том числе в Крутогорово
В селе действовала рыбартель «Ударник». Имелась 8-летняя школа, ясли на 20 мест, фельдшерско-акушерский пункт, клуб, библиотека, магазин, пекарня.
Упразднено 13 декабря 1974 года.

## Географическое положение
Расстояние до:
районного центра Соболево: 82 км.
столицы края Петропавловск-Камчатский: 284 км.
Ближайшие населенные пункты
посёлок Крутогоровский — 18 км по прямой по направлению к западу
посёлок Тваян — 47 км